# Hudson Wasp
Hudson Wasp — американский легковой автомобиль, выпускавшийся Hudson Motor Car Company в Детройте, штат Мичиган с 1952 по 1954 год. Эта модель также выпускалась American Motors Corporation в Кеноша, штат Висконсин с 1955 по 1956 год.

## 1952—1954
Модель Wasp впервые была представлена в модельном ряду 1952 года как усовершенствованная версия Hudson Pacemaker, сменившая Hudson Super Custom 1951 года. Wasp выпускалась в модификациях 2-х и 4-х дверный седан, кабриолет, а также 2-дверный хардтоп Hollywood.
Колёсная база автомобиля составляла 3023 мм, длина кузова 5118 мм. Двигатель — Commodore, рядный шестицилиндровый, с рабочим объёмом 3,8 л и мощностью 127 л/с (95 кВт).
До слияния фирмы Hudson с Nash-Kelvinator Corporation выпущено: в 1953 году — 21,876 автомобилей, в 1954 — 17,792.

## 1955
После 1954 года производство Wasp в Детройте было свёрнуто. Модель стала выпускаться новообразованной корпорацией American Motors Corporation (AMC). Производство было перенесено в город Кеноша.
В 1955 году Wasp уже являлся консервативной моделью, выбор которой ограничивался двумя вариациями — 2-х и 4-х дверный седан. Продажи модели резко упали до 7191 единиц за год.

## 1956
В 1956 году руководство AMC решило изменить внешний облик автомобиля, поручив эту работу дизайнеру Ричарду Арбибу (Richard Arbib). Разработанный Арбибом уникальный дизайн кузова получил название «V-Line Styling». Тем не менее, эта идея оказалась провальной — продажи Wasp, имеющего к этому времени только вариацию 4-дверный седан, в последний год существования составили всего 2,519 единиц.

## Конец
В 1957 году AMC исключило из своего модельного ряда 11 из 15 моделей Hudson, включая и Wasp. В производстве остались только Hudson Hornet в двух модификациях — Super и Custom. Название торговой марки Hudson было изъято с рынка и AMC сконцентрировался на производстве моделей Rambler, Metropolitan и Ambassador.

## Галерея
- Hudson Super Wasp Hollywood 2-дверный хардтоп 1953 года
- Hudson Super Wasp 4-дверный седан 1954 года
- Hudson Wasp второго поколения
- Hudson Wasp второго поколения

## В массовой культуре
Автомобиль Hudson Wasp встречается в компьютерной игре Mafia II под названием Houston Wasp.